# 樅陽県
樅陽県（しょうよう-けん）は中華人民共和国安徽省銅陵市に位置する県。

## 行政区画
- 鎮:樅陽鎮、湯溝鎮、横埠鎮、項鋪鎮、銭橋鎮、麒麟鎮、義津鎮、浮山鎮、会宮鎮、官埠橋鎮、銭鋪鎮、金社鎮、白柳鎮、雨壇鎮、𠙶山鎮[1][2]
- 郷:白梅郷

## 出身者
- 方苞 - 儒学者・文人
- 姚鼐 - 散文家・能書家
- 呉汝綸 - 文学者・教育家
- 朱光潜 - 教授